# MTV Makes Me Want to Smoke Crack
«MTV Makes Me Want to Smoke Crack» —en español: «MTV me da ganas de fumar Crack»— es el primer sencillo y primer lanzamiento oficial del músico estadounidense Beck. Publicado por Flipside Records, es el primero de cuatro pistas en un sencillo de 7 pulgadas que Beck compartió con Bean, afrontado por su amigo, Steve Moramarco. Beck contribuyó con "MTV..." y otra canción, "To See That Woman of Mine", en el sencillo.

## Historia
Según un artículo en The Independent, Beck escribió la canción a finales de 1992, en un momento de gran frustración en su vida. Para apoyar su música, él tomó un trabajo en una tienda de videos, y Beck no sintió ninguna afinidad con sus colegas, que creía que estaban "imitando un sitcom". Beck contrasta la imagen pública de MTV, donde "todo es perfecto y todo es brillante", con la vida mundana de quienes aspiran a creer lo que MTV vende y con su propia existencia gastada. Una versión de "MTV"... salió otra vez como la pista cuatro (de cuatro) en la versión británica del sencillo "Loser". Esta versión (comúnmente conocida como la versión 'lounge') es muy diferente en su  estilo y dirección: a diferencia de la original, la versión 'lounge' se descompone en un solo de piano, sobre el cual Beck exclama, "Fingirlo hasta que lo consigas".

## Lista de canciones
Beck
1. «To See That Woman of Mine»
2. MTV Makes Me Want to Smoke Crack

Bean
1. «Privates On Parade»
2. Rock > Scissors > Paper